# Lijst van scholastische filosofen
Dit is een lijst van scholastische filosofen die in de Middeleeuwen hebben gewerkt in de christelijke traditie. Zie ook scholastiek.

## A
- Abbo van Fleury (of Abbon), (945–1004)
- Abélard, Pierre (1079-1142)
- Adam Parvipontanus
- Adam Pulchrae Mulieris/Adam de Puteorumvilla
- Adelard van Bath
- Alanus van Auxerre
- Alain de Lille / Alanus de Insulis / Montepessulano, (c. 1128-1202)
- Alain de Podio
- Albric van Londen
- Alberich van Reims
- Albert van Saksen, (1316-1390)
- Albertus Magnus
- Alexander van Hales, (gestorven 1475)
- Alexander Nequam/Neckam/van St Alban's
- Alfred van Sareshel/Alfredus Anglicus
- Amalric van Bena/Bène, (d.c. 1204-1207)
- Anselmus van Laon, (gestorven 1117)
- Anselmus van Canterbury, (1034-1109)
- Archimattheus
- Ardengus
- Arnaldus de Villanova

## B
- Baldwin van Maflix
- Bartholomeus van Bologna
- Bartholomeus van Salerno
- Bartholomeus van Tours
- Benedictus van Nursia
- Berengarius van Tours
- Bernardus van Chartres
- Bernardus van Clairvaux, (1090-1153)
- Bernardus Silvestris
- Berthold van Moosburg
- Boëthius van Dacia
- Bonaventura
- Bonushomo Brito
- Burgundio van Pisa

## C
- Cajetanus van Thiene
- Cesare Cremonini (1550-1631) alias Caesar Cremoninus
- Clarembaldus van Atrecht (c. 1110 - c. 1187)

## D
- Daniel van Morley
- Dante Alighieri, (1265-1321)
- David van Dinant
- Denys the Carthusian
- Dietrich van Freiburg
- Dominicus Gundissalinus
- (John) Duns Scotus, (c. 1266-1308)
- Durand van St Pourçain

## E
- Meester Eckhart
- Edmund van Abingdon
- Elias Burneti van Bergerac
- Erkenfried
- Everardus van Ieper

## F
- Franciscus van Marchia
- Franciscus van Meyronnes
- Francisco Suárez, (1548-1617)
- Florentius van Hesden

## G
- Gabriel Biel
- Garlandus Compotista
- Gaunilo(n) van Montmoutiers
- Gerardus van Abbeville
- Gerardus van Brussel
- Gerardus van Cremona
- Gerho van Reichersberg
- Gersonides, (1288-1344)
- Gilbertus de Oves (van Eyen) Flamingus
- Gilbert van Poitiers
- Giles van Rome
- Gonsalvo van Spanje
- Guerric van Saint-Quentin
- Godfried van Fontaines
- Godfried van Poitiers
- Godfried van Bleneau
- Gregorius van Rimini
- Guiard van Laon
- Guido van Orchelles
- Guido Terrena

## H
- Henri Aristippus
- Henri Bate
- Hendrik van Gent
- Henri van Harclay
- Henri van Langenstein
- Herbert van Auxerre
- Hermann van Carinthia
- Hervaeus Natalis
- Heymericus van Kempen
- Hiëronymus van Praag
- Honorius Augustodunensis
- Hugh van St. Cher
- Hugh van St. Victor

## I
- Ivo van Chartres

## J
- James van Metz
- James van Venetië
- James van Viterbo
- Jacques de Vitry
- Jean Pointlasne
- Jean de la Rochelle
- Jocelin, Bishop van Soissons
- John Baconthorpe
- John Blund
- Johannes Buridanus
- John Capreolus
- John Dumbleton
- John Gerson, (1363-1429)
- John Halgren van Abbeville
- John van Jandun
- John van Mirecourt
- John van Moussy
- John Pagus
- Johan van Paris
- John Peckham, (c. 1230-1292)
- John van Reading
- Johannes van Salisbury, (c. 1115-1180)
- Johannes Scotus Eriugena
- John van Sevilla
- John van St. Gilles
- John van Treviso
- John Wyclif, (geboren 1324)

## L
- Landulph Caracciolo
- Laurens van Fourgère

## M
- Manegold van Lautenbach
- Master Martin
- Marsilius van Inghen
- Marsilius van Padua
- Martin van Dacia
- Matthew van Aquasparta
- Maurus van Salerno
- Michael van Massa

## N
- Nicolaas van Amiens
- Nicolaas van Autrecourt
- Nicolaas van Cusa
- Nicolaas van Oresme

## O
- Odo van Châteauroux

## P
- Paul van Pergula
- Paul van Venetie
- Peter Abelard, (1079-1142)
- Petrus Alfonsi
- Petrus the Archbishop
- Petrus Auriol
- Petrus van Auvergne
- Petrus le Bar
- Petrus van Candia
- Petrus van Capua
- Petrus Ceffons
- Petrus van Corbeil
- Petrus Damiani
- Petrus Helias
- Petrus van Lamballe
- Petrus Lombardus
- Petrus Musandinus
- Petrus Olivi
- Petrus van Poitiers (kanunnik)
- Petrus van Poitiers (kanselier)
- Petrus de Rivo
- Petrus de Kleine
- Petrus van Spanje
- Petrus de Eerbiedwaardige
- Pierre d'Ailly
- Pierre de Maricourt
- Philip de Chancellor
- Plato van Tivoli
- Prévostin van Cremona

## R
- Radbertus Paschasius
- Radulphus Brito
- Radulphus de Longo Campo
- Ralph van Beauvais
- Ralph Strode
- Ramon Lull
- Raoul Ardens
- Ratramnus van Corbie
- Richard Brinkley
- Richard van Campsall
- Richard l'Evêque
- Richard Fishacre
- Richard Fitzralph
- Richard de Fournival
- Richard Kilvington
- Richard van Middleton
- Richard Rufus van Cornwall
- Richard van Saint-Laurent
- Richard van St. Victor, (gestorven 1173)
- Richard Swineshead
- Richard van Wallingford, (gestorven 1336)
- Robert Blund
- Robert van Courson
- Robert Grosseteste, (c. 1175-1253)
- Robert van Halifax
- Robert Holcot
- Robert Kilwardby, (gestorven 1279)
- Robert van Melun
- Robert van Parijs
- Robert Pullus
- Robert de Sorbon, (1201-1274)
- Roger Bacon, (1214-1294)
- Roger Marston
- Roland van Cremona
- Roscellinus van Compiègne

## S
- Siger van Brabant, (1240-1284)
- Simon van Faversham
- Simon van Poissy
- Simon van Doornik
- Stephen Bérout
- Stephen Langton, (c 1150-1228)
- Stephen van Poligny
- Stephen van Venizy

## T
- Thierry van Chartres/Theodoricus Carnotensis
- Thomas Aquinas, (1225-1274)
- Thomas Bradwardine, (c. 1290-1349)
- Thomas van Chobham
- Thomas van Erfurt
- Thomas Gallus
- Thomas à Kempis, (1380-1471)
- Thomas van Sutton
- Thomas Wilton

## U
- Ulrich van Straatsburg
- Urso van Salerno

## V
- Vital du Four

## W
- Walter Burley
- Walter Chatton
- Walter van Château-Thierry
- Walter van Mortagne
- Willem van Alnwick
- Willem van Altona
- Willem Arnaud
- William van Auvergne
- Willem van Auxerre
- Willem van Champeaux
- Willem van Conches
- Willem Crathorne
- Willem van Durham
- Willem d'Etampes (Gallicus) (de Stampis)
- Willem van Falagar
- William van Heytesbury
- Willem van Lucca
- Willem de la Mare
- Willem van Ockham, (ca. 1285-1349)
- Willem van Saint-Amour
- Willem van Sherwood
- Willem van Ware
- Witelo